# Чистка: Анархія
«Чистка: Анархія» (англ. The Purge: Anarchy) — трилер 2014 року режисера і сценариста Джеймса ДеМонако. Фільм є сіквелом фільму 2013 «Чистка». У головних ролях: Френк Ґрілло, Кармен Іджого, Зак Гілфорд, Кіле Санчес і Зої Соул.
Світова прем'єра фільму відбулася 18 липня 2014 в США. В Україні фільм не виходив у кінопрокат. На кіносайтах демонструється в українському перекладі під назвою «Чистка 2. Анархія».

## Синопсис
На відміну від першого фільму «Чистка», в якому майже всі сцени було знято в одному будинку, події у фільмі «Чистка: Анархія» відбуваються по всьому місту Лос-Анжелес з демонстрацією великої кількості безладів та злочинів під час проведення Чистки.

## Сюжет
21 березня 2023 року молода пара — Шейн (Зак Гілфорд) і Ліз (Кіле Санчес), — їдуть до сестри Шейна в Лос-Анджелес, щоб перечекати в її будинку нову Чистку, коли, з дозволу нового уряду США, з 19 години вечора до 7:00 ранку наступного дня всі служби безпеки перестають працювати, а всі злочини, включаючи вбивства, стають легальними. Однак, Шейн і Ліз не встигають доїхати вчасно — прямо посеред дороги у них глухне машина, після чого звучить сигнал, що сповіщає про початок Чистки. Відразу після цього пару починає переслідувати група мародерів на міні-байках і мотоциклах.
Тим часом, сержант Лео Барнс (Френк Ґрілло) вирішує звести рахунки з людиною, з вини якої загинув його син. Одночасно, Єва Санчес (Кармен Іджого) і її дочка-підліток Калі (Зої Соул) змушені рятуватися втечею, коли в їх будинок вриваються озброєні найманці. За волею випадку, ці п'ятеро людей зустрічаються і тепер змушені об'єднати зусилля, щоб протриматися до 7 годин ранку.

## У ролях
| Актор            | Роль              |
| ---------------- | ----------------- |
| Френк Ґрілло     | сержант Лео Барнс |
| Кармен Іджого    | Єва Санчес        |
| Зак Гілфорд      | Шейн              |
| Кіле Санчес      | Ліз               |
| Зої Соул         | Калі              |
| Жустін Мачадо    | Таня              |
| Джон Бізлі       | Папа Рико         |
| Джек Конлі       | Великий татко     |
| Ноель Гульємі    | Дієго             |
| Кастула Герра    | Барні             |
| Майкл К. Вільямс | Кармело           |
| Лейкіт Стенфілд  | Мародер           |
| Ніколас Гонсалес | Карлос            |
| Едвін Ходж       | Незнайомець       |

## Виробництво
10 червня 2013 року, після успіху першого фільму, Universal Pictures  і Джейсон Блюм оголосили про початок роботи над сіквелом.
Знімання завершилося 10 лютого 2014 року.

### Знімальна група
- Режисер — Джеймс ДеМонако
- Сценарист — Джеймс ДеМонако
- Продюсер — Майкл Бей
Джейсон Блюм
Ендрю Форм
Бредлі Фуллер
Себастьєн Лемерсье
- Композитор — Нейтан Вайтгед

## Сприйняття
Фільм отримав змішані відгуки. На сайті Rotten Tomatoes оцінка стрічки становить 57 % на основі 139 відгуків від критиків (середня оцінка 5,4/10) і 56 % від глядачів із середньою оцінкою 3,42/5 (67 912 голосів).